# Monumento funebre a Pietro Torelli
Il monumento funebre a Pietro Torelli è un monumento sepolcrale situato nella cappella Torelli nella basilica di Sant'Eustorgio di Milano.

## Storia e descrizione
Il monumento fu commissionato, come scritto in una lapide un tempo affiancata al monumento, da Guido Torelli, feudatario di Filippo Maria Visconti e padre di Pietro, morto nel 1416 all'età di 18 anni. Il monumento, realizzato in marmo bianco e attribuito a Jacopino da Tradate, è retto da sei colonne tortili poggianti su tre leoni stilofori. L'arca è ornata frontalmente con cinque nicchie a cuspide, di cui la centrale più larga: le nicchie contengono raffigurazioni di Santi, mentre la nicchia centrale contiene una raffigurazione a rilievo di Maria con Bambino e Pietro Torelli. Sopra l'arca due angeli reggicortina tengono un drappo finemente panneggiato che discende da un tempietto gotico con colonne tortili contenente statue di Angeli. Tra il sarcofago ed il drappo vi è una statua di Pietro Torelli disteso difficilmente visibile per uno spettatore dal basso.